# Elezioni presidenziali in Austria del 1963
Le elezioni presidenziali in Austria del 1963 si tennero il 28 aprile. Fu rieletto Presidente Adolf Schärf, sostenuto dal Partito Socialista d'Austria.

## Risultati
| Adolf Schärf    | Partito Socialista d'Austria | 2 473 349 | 55,41 |  |  |  |  |  |
| Julius Raab     | Partito Popolare Austriaco   | 1 814 125 | 40,64 |  |  |  |  |  |
| Josef Kimmel    | Indipendente                 | 176 646   | 3,96  |  |  |  |  |  |
| Totale          | Totale                       | 4 464 120 | 100   |  |  |  |  |  |
|                 |                              |           |       |  |  |  |  |  |
| Voti non validi | Voti non validi              | 190 537   | 4,09  |  |  |  |  |  |
| Votanti         | Votanti                      | 4 654 657 |       |  |  |  |  |  |